# Adam DeVine
Adam Patrick DeVine, född 7 november 1983 i Waterloo i Iowa, är en amerikansk komiker, skådespelare, sångare, manusförfattare och producent.
DeVine växte upp i Omaha i Nebraska.
DeVine var med och skapade sitcomserien Workaholics som går på Comedy Central, där han även spelar rollen som Adam DeMamp.
År 2019 meddelade DeVine att han förlovat sig med Chloe Bridges. Paret gifte sig i oktober 2021.

## Filmografi

### Filmer
| År   | Titel                                                   | Roll             | Notering |
| ---- | ------------------------------------------------------- | ---------------- | --- |
| 2007 | Mama's Boy                                              | Alhorn           | |
| 2009 | Ratko: The Dictator's Son                               | Chris            | |
| 2011 | National Lampoon's 301: The Legend of Awesomest Maximus | Ephor 1          | |
| 2012 | Pitch Perfect                                           | Bumper Allen     | Vann − Teen Choice Award for Best Villain Nominerad − Teen Choice Award for Choice Movie Breakout                                                       |
| 2014 | Bad Neighbours                                          | Beer Pong Guy #1 | Cameo |
| 2015 | The Final Girls                                         | Kurt             | |
| 2015 | Pitch Perfect 2                                         | Bumper Allen     | Vann − Teen Choice Award for Choice Movie: Liplock (tillsammans med Rebel Wilson) Vann − MTV Movie Awards för Bästa kyss (tillsammans med Rebel Wilson) |
| 2015 | The Intern                                              | Jason            | |
| 2016 | Mike and Dave Need Wedding Dates                        | Mike Stangle     | Post-produktion |
| 2016 | Ice Age: Scratattack                                    | Julian           | Röstroll |
| 2018 | When We First Met                                       | Noah Ashby       | Även medförfattare och exekutiv producent |
| 2018 | Game Over, Man!                                         | Alexxx           | Även producent |
| 2018 | The Package                                             |                  | Producent |
| 2020 | Magic Camp                                              | Andy Duckerman   | Huvudroll |

### TV-serier
| År        | Titel                                         | Roll                    | Notering                                                           |
| --------- | --------------------------------------------- | ----------------------- | ------------------------------------------------------------------ |
| 2006–2008 | Crossbows & Mustaches                         | Steve Wolf / Steve Jobs | 10 avsnitt                                                         |
| 2007      | Nick Cannon Presents: Short Circuitz          | Teen                    | Avsnitt: "1.1"                                                     |
| 2007      | The Minor Accomplishments of Jackie Woodman   | Toby                    | Avsnitt: "Dykes Like Us"                                           |
| 2008      | Special Delivery                              | Sig själv               | Avsnitt: "Strike a Pose"                                           |
| 2008      | 420 Special: Attack of the Show! from Jamaica | Bull Doozer             | TV-film                                                            |
| 2008      | The Dude's House                              | Sig själv               | 3 avsnitt                                                          |
| 2008      | Frank TV                                      | Waiter / Jack Gerber    | 2 avsnitt                                                          |
| 2008      | 5th Year                                      | Sig själv               | 5 avsnitt                                                          |
| 2009      | Better Off Ted                                | Josh                    | Avsnitt: "Win Some, Dose Some"                                     |
| 2009      | Samantha Who?                                 | Tyler                   | 2 avsnitt                                                          |
| 2011      | Traffic Light                                 | Tobey                   | Avsnitt: "Stealth Bomber"                                          |
| 2011–2017 | Workaholics                                   | Adam DeMamp             | 86 avsnitt                                                         |
| 2012      | Tron: Uprising                                | Galt                    | Avsnitt: "Identity" Röstroll                                       |
| 2013      | Community                                     | Willy                   | Avsnitt: "Cooperative Escapism in Familial Relations"              |
| 2013      | Arrested Development                          | Starsky                 | Avsnitt: "Flight of the Phoenix"                                   |
| 2013      | Comedy Bang! Bang!                            | Nick                    | Avsnitt: "Sarah Silverman Wears a Black Dress with a White Collar" |
| 2013      | Super Fun Night                               | Jason                   | Avsnitt: "Pilot"                                                   |
| 2013–2018 | Modern Family                                 | Andy Bailey             | 21 avsnitt                                                         |
| 2013–2016 | Adam DeVine's House Party                     | Sig själv               | 18 avsnitt                                                         |
| 2013–2017 | Uncle Grandpa                                 | Pizza Steve / Henry     | 26 avsnitt Röstroll                                                |
| 2014      | Sanjay & Craig                                | Raska Boosh             | Avsnitt: "Kerplunk'd!" Röstroll                                    |
| 2014      | American Dad!                                 | Christoff               | Avsnitt: "Honey, I'm Homeland" Röstroll                            |
| 2014–2017 | Penn Zero: Part-Time Hero                     | Boone Wiseman           | 21 avsnitt Röstroll                                                |
| 2015      | Steven Universe                               | Pizza Steve             | Avsnitt: "Say Uncle" Röstroll                                      |
| 2015      | Sin City Saints                               | Matty                   | Avsnitt: "You Booze, You Lose"                                     |
| 2015      | Drunk History                                 | Pavel Beljajev          | Avsnitt: "Space"                                                   |